# Осетер сахалінський
Осетер сахалінський (Acipenser mikadoi)— дуже рідкісний маловивчений вид осетра. Забарвлення оливково-сіре із зеленуватим відливом. Жучки у молоді відрізняються особливою рельєфністю. Спинних жуків 8-10, бічних 27-31, черевних 6-8. Під спинними жуками один ряд великих зірчастих пластинок. Всі щитки, пластинки і жучки радіально-зернисті. На вусиках дрібна бахрома. Грудні плавники короткі закруглені. Перший промінь короткий і слабкий, майже гнучкий. Максимальна довжина 2 м і вага 60 кг, але зазвичай довжина 1,5-1,7 м, вага 35-45 кг. Відрізняється швидким ростом, до 18 років має масу 25 кг. Сахалінський осетер поширений у водах Японського і Охотського морів і Татарської протоки. Самки і самці сахалінського осетра заходять в річку Тумнін на нерест з Татарської протоки в середині травня - на початку червня.